# 李忠 (水滸伝)

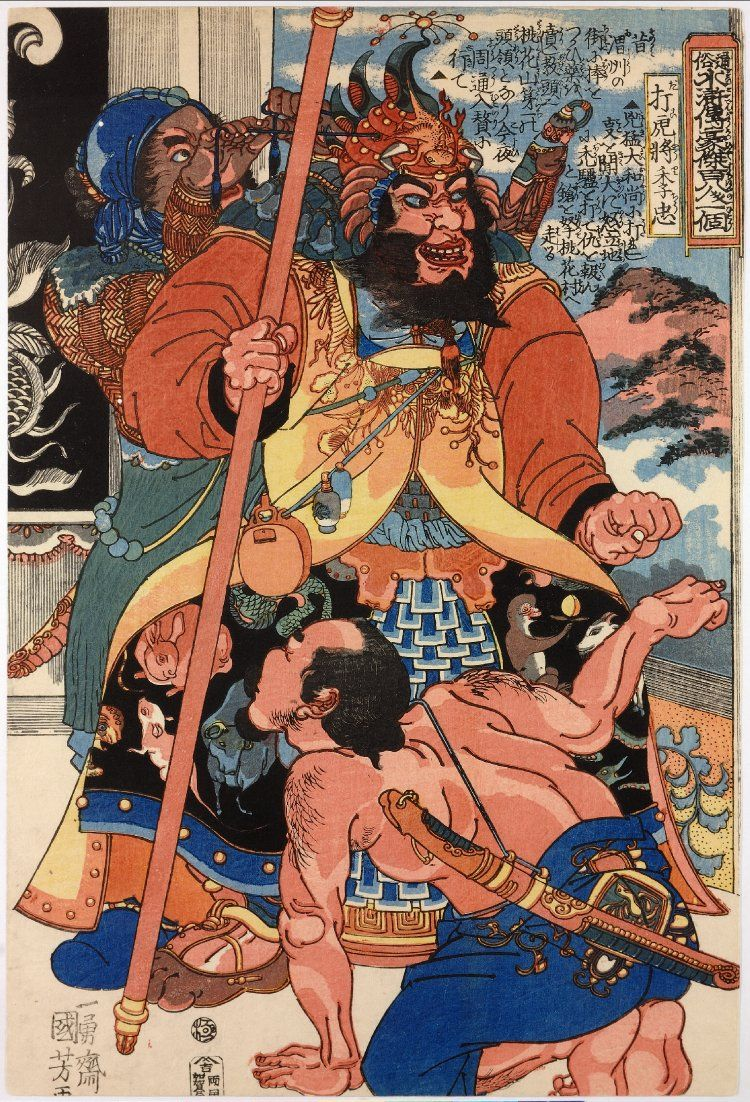
李忠

李 忠（り ちゅう、lǐ zhōng）は、中国の小説で四大奇書の一つである『水滸伝』の登場人物。梁山泊第八十六位の好漢。地僻星の生まれ変わり。渾名は打虎将（だこしょう）で、虎殺しという意味。棒術の使い手。

## 生涯
初登場は第三回。渭州の延安府で膏薬売りをしていたところで、棒術の弟子の史進に再会して提轄の魯達（後の魯智深）と面識を得るところからはじまる。
若いころから浪人をしながら膏薬売りなどをしつつ各地を放浪した。延安府で史進と提轄の魯達と親交を結んだ。のちに魯達が悪徳商人の鎮関西・鄭屠を撲殺したことで、役人から疑いを持たれて史進とともに延安府から逃亡し、その途中、桃花山を通りかかった際、そこを根城とする山賊の周通と打ち合ってこれに勝ったために、腕を見込まれて桃花山の頭目に迎えられて山賊稼業に入った。その後も桃花村の旧家の主である劉の娘を無理やり祝言をあげようとしたが、劉に救助嘆願された出家した魯智深（魯達）と再会して痛い目にあったために断念し、魯智深を塞に迎えようとするが、李忠の吝嗇ぶりに愛想をつかされ出奔したため、失敗した。
後に呼延灼の愛馬を奪ったことで、呼延灼に攻められてこれと戦うも苦戦したため、二竜山の頭目となった魯智深をはじめ楊志、武松らに援軍を要請し、協力を得た。さらに楊志の提案で、合流した白虎山の頭目の孔亮を梁山泊に派遣させて、呼延灼に勝って、梁山泊に入山し、歩兵隊の将校となった。最後は方臘征伐で昱嶺関に史進らと斥候に出た際、龐万春の伏兵にあって師弟ともに射殺された。
市井での生活が長いためか、梁山泊の豪傑の中にあって金に細かく所帯じみた所があり、魯智深にも呆れられている。作中でも渾名が打虎将である事にかこつけて、武松の虎退治の場面を称える麗文で引き合いに出され、名前負けであると名指しされているが、周通を一騎討ちで破り、呼延灼とある程度渡り合うなど、武芸の腕は決して低くはない。